# Кременецкая городская община
Кременецкая городская община (укр. Кременецька міська громада) — территориальная община в Кременецком районе Тернопольской области Украины.
Административный центр — город Кременец.
Население составляет 46754 человека. Площадь — 523,8 км².
В соответствии с распоряжением Кабинета Министров Украины от 12 июня 2020 года, в состав общины вошла территория Кременецкого городского совета, Белокриницкого, Великобережецкого, Великомлыновецкого, Гаивского, Горынского, Дунаевского, Желобовского, Катериновского, Колосовского, Крыжевского, Плосковского, Поповецкого, Сапановского, Чугаловского и Шпиколосовского сельских советов Кременецкого района, а также Подгаецкого сельского совета упразднённого Шумского района.

## Населённые пункты
В состав общины входят 1 город и 44 села:
- Город Кременец
- Белокриницкий старостинский округ:
  - Андруга
  - Белокриница
  - Веселовка
  - Лишня
  - Сапанов
- Великобережецкий старостинский округ:
  - Великие Бережцы
  - Иква
  - Малые Бережцы
  - Хотовка
- Великомлыновский старостинский округ:
  - Великие Млыновцы
  - Желобы
  - Подлесцы
- Гаивский старостинский округ:
  - Гаи
  - Града
  - Комната
  - Крыжи
  - Мысики
- Горынский старостинский округ:
  - Горынка
  - Духов
  - Кушлин
  - Шпиколосы
- Дунаевский старостинский округ:
  - Богдановка
  - Весёлая
  - Дворец
  - Диброва
  - Дунаев
  - Колосовая
  - Куликов
  - Новый Кокорев
  - Поповцы
  - Рудка
  - Савчицы
  - Старый Кокорев
- Катериновский старостинский округ:
  - Вербица
  - Иванковцы
  - Катериновка
  - Кудлаевка
  - Подгайцы
  - Рыбча
- Чугалевский старостинский округ:
  - Боновка
  - Зеблазы
  - Плоское
  - Подлесное
  - Чугали